# Kudrynci (rejon kamieniecki)
Kudrynci (ukr. Кудринці) – wieś w rejonie kamienieckim obwodu chmielnickiego na Podolu.
Pod koniec XIX wieku wieś znajdowała się w powiecie płoskirowskim, leżała przy drodze do Czarnegoostrowia w połowie drogi między Felsztynem a Płoskirowem, parafia katolicka pw. św. Wojciecha w Felsztynie, 412 mieszkańców, własność Makowieckich.

## Znani
- Maria z Chmielowskich Łunkiewicz-Rogoyska (1895–1967)– polska malarka, przedstawicielka międzywojennej i powojennej awangardy[2].